# Third Text
Third Text (en español, Tercer Texto) es una revista académica británica, de periodicidad bimensual y revisada por pares, que se interesa por el arte en un contexto global. Su fundador y editor fue Rasheed Araeen, que tuvo anteriores incursiones en proyectos como la revista de arte Black Phoenix, que se inició en 1978 y de la que se publicaron tres números. La revista Third Text apareció en 1987 como un foro de debate teórico sobre el arte contemporáneo. Entre sus editores figuran Jean Fisher (1992-1999), Richard Appignanesi (2008-2015) o Richard Dyer (2015-presente).

## Relanzamiento
La revista, que tuvo que ser reestructurada en 2015 por problemas financieros, buscó un nuevo grupo de editores, seleccionados por un panel independiente, y un nuevo consejo asesor.

### Números especiales
Cada cierto tiempo, la revista dedica un número especial a un tema monográfico. He aquí sus ediciones:
| - n. 6, 1989. Magiciens de la Terre. - n. 8-9, 1989. The Other Story: AfroAsian Artist in Britain. - n. 11, 1990. Beyond the Rushdie Affair. - n. 12, 1990. Body Politics. - n. 15, 1991. Art & Immigration. - n. 18, 1992. Cultural Identity. - n. 19, 1992. Autobiography. - n. 20, 1992. Cuba. - n. 21, 1992. The Wake of Utopia. - n. 23, 1993. Africa. Dirigida por Olu Oguibe. - n. 32, 1995. Contaminations. - n. 47, 1999. 3W3, Third WorldWide Web. Dirigida por Sean Cubitt. - n. 51, 2000. Obscene Powers: Corruption, Coercion and Violence. - n. 79, 2006. Europe: The Fifties Legacy. - n. 80-81, 2006. The Conflict and Contemporary Visual Culture in Palestine & Israel. - n. 83, 2006. Fortress Europe: Migration, Culture and Representation - n. 85, 2007. The Balkans. | - n. 90, 2008. Turkey: The Space of the Min(d)field. - n. 91, 2008. A Very Special British Issue. - n. 93, 2008. Picturing 'Gypsies': Interdisplinary Approaches to Roma Representation. - n. 94, 2008. Whither Tactical Media?. - n. 96, 2009. Socialist Eastern Europe. - n. 98, 2009. Media Arts: Practice, Institutions and Histories. - n. 99, 2009. Art, Praxis and the Community to Come. - n. 100, 2009. A Vision of the Future. - n. 102, 2010. Cinema in Muslim societies. - n. 103, 2010. Beyond Negritude: Senghor’s Vision for Africa. - n. 108, 2011. The Militant Image: A Ciné-Geography. - n. 111, 2011. Contemporaneity and Art in Southeast Asia. - n. 113, 2011. Ruins: Fabricating Histories of Time. - n. 114, 2012. Bursting on the Scene': Looking Back at Brazilian Art. - n. 117, 2012. Not, not Arab. - n. 120, 2013. Contemporary Art and the Politics of Ecology. |